# Elite One
MTN Elite One är den högsta  fotbollsligan i Kamerun och organiseras av Fédération Camerounaise de Football (FECAFOOT). Ligan startades 1961. Ligavinnaren kvalificeras för afrikanska Champions League och 2:an för Confederation Cup.

## Klubbar säsongen 2019/2020
| Klubb                  | Stad        | Arena                                 | Kapacitet |
| ---------------------- | ----------- | ------------------------------------- | --------- |
| APEJES Academy         | Yaoundé     | Stade Ahmadou Ahidjo                  | 42 500    |
| Avion Academy          | Limbe       | Middle Farm Stadium                   | 12 000    |
| Bamboutos FC           | Mbouda      | Stade de Mbouda                       | 12 000    |
| Canon Yaoundé          | Yaoundé     | Stade Ahmadou Ahidjo                  | 42 500    |
| Colombe Lobo           | Dja-et-Lobo | Stade de Ngoa Ekélé                   | 2 000     |
| Coton Sport            | Garoua      | Roumdé Adjia Stadium                  | 22 000    |
| Dragon Club            | Yaoundé     | Stade Militaire                       | 5 000     |
| Eding Sport            | Lekié       | Stade Militaire                       | 5 000     |
| Feutcheu               | Bandjoun    | Stade Omnisports de Bafoussam         | 20 000    |
| Fortuna Mfou           | Mfou        | Centre sportif académique de Mbankomo | 1 000     |
| Fovu Baham             | Baham       | Stade de Baham                        | 12 000    |
| Panthère du Ndé        | Bangangté   | Stade Municipal de Bangangté          | 10 000    |
| PWD Bamenda            | Bamenda     | Stade Municipal Mankon                | 5 000     |
| Stade Renard de Melong | Melong      | Stade Municipal de Mélong             | 1 000     |
| Tonnerre Yaoundé       | Yaoundé     | Stade Ahmadou Ahidjo                  | 42 500    |
| UMS de Loum            | Njombé      | Stade de Njombé                       | 1 000     |
| Union Douala           | Douala      | Stade de la Réunification             | 30 000    |
| Young Sports Academy   | Bamenda     | Stade Municipal Mankon                | 5 000     |

## Mästare
| - 1960/61: Oryx Douala - 1961/62: Caïman Douala - 1962/63: Oryx Douala - 1963/64: Oryx Douala - 1964/65: Oryx Douala - 1965/66: Diamant Yaoundé - 1966/67: Oryx Douala - 1967/68: Caïman Douala - 1968/69: US Douala - 1969/70: Canon Yaoundé - 1970/71: Aigle Nkongsamba - 1971/72: Léopards Douala - 1972/73: Léopards Douala - 1973/74: Canon Yaoundé - 1974/75: Caïman Douala - 1975/76: US Douala | - 1976/77: Canon Yaoundé - 1977/78: US Douala - 1978/79: Canon Yaoundé - 1979/80: Canon Yaoundé - 1981: Tonnerre Yaoundé - 1981/82: Canon Yaoundé - 1982/83: Tonnerre Yaoundé - 1983/84: Tonnerre Yaoundé - 1984/85: Canon Yaoundé - 1985/86: Canon Yaoundé - 1986/87: Tonnerre Yaoundé - 1988: Tonnerre Yaoundé - 1989: RC Bafoussam - 1990: US Douala - 1991: Canon Yaoundé - 1992: RC Bafoussam | - 1993: RC Bafoussam - 1994: Aigle Nkongsamba - 1995: RC Bafoussam - 1996: Unisport FC (Bafang) - 1997: Coton Sport FC (Garoua) - 1998: Coton Sport FC (Garoua) - 1999: Sable FC (Batié) - 2000: Fovu Club (Baham) - 2001: Coton Sport FC (Garoua) - 2002: Canon Yaoundé - 2003: Coton Sport FC (Garoua) - 2004: Coton Sport FC (Garoua) - 2005: Coton Sport FC (Garoua) - 2006: Coton Sport FC (Garoua) - 2007: Coton Sport FC (Garoua) - 2007/08: Coton Sport FC (Garoua) | - 2008/09: Tiko United FC - 2009/10: Coton Sport FC (Garoua) - 2010/11: Coton Sport FC (Garoua) - 2011/12: US Douala - 2013: Coton Sport FC (Garoua) - 2014: Coton Sport FC (Garoua) - 2015: Coton Sport FC (Garoua) - 2016: UMS de Loum (Loum) - 2017: Eding Sport FC (Mfou) - 2018: Coton Sport FC (Garoua) - 2019: UMS de Loum (Loum) - 2019/20: PWD Bamenda (Bamenda) pandemin - 2020/21: Coton Sport FC (Garoua) - 2021/22: Coton Sport FC (Garoua) |